# Гибралтар на Европском првенству у атлетици у дворани 2013.
Гибралтар је учествовао на 32. Европском првенству у дворани 2013 одржаном у Гетеборгу, Шведска, од 28. фебруара до 3. марта. Ово је било пето Европско првенство у дворани од 1986. године када је Гибралтар први пут учествовао. Репрезентацију Гибралтара представљала су два такмичара (1 мушкарац и 1 жена) који су се такмичили у две дисциплине.
На овом првенству Гибралтар није освојио ниједну медаљу нити је оборен неки рекорд.

## Учесници
| Мушкарци: - Доминик Керол — 60 м | Жене: - Ким Баљето — 800 м |  |

## Резултати

### Мушкарци
| Атлетичар     | Дисциплина | Лични рекорд | Квалификације | Квалификације | Полуфинале           | Полуфинале           | Финале               | Финале  | Детаљи |
| Атлетичар     | Дисциплина | Лични рекорд | Резултат      | Место         | Резултат             | Место                | Резултат             | Место   | Детаљи |
| ------------- | ---------- | ------------ | ------------- | ------------- | -------------------- | -------------------- | -------------------- | ------- | ------ |
| Доминик Керол | 60 м       | 7,34 НР      | 7,44          | 8. у гр. 2    | Није се квалификовао | Није се квалификовао | Није се квалификовао | 22 / 22 |        |

### Жене
| Атлетичарка | Дисциплина | Лични рекорд | Квалификације      | Квалификације      | Полуфинале            | Полуфинале            | Финале                | Финале                | Детаљи |
| Атлетичарка | Дисциплина | Лични рекорд | Резултат           | Место              | Резултат              | Место                 | Резултат              | Место                 | Детаљи |
| ----------- | ---------- | ------------ | ------------------ | ------------------ | --------------------- | --------------------- | --------------------- | --------------------- | ------ |
| Ким Баљето  | 800 м      | 8:49,85      | Није завршила трку | Није завршила трку | Није се квалификовала | Није се квалификовала | Није се квалификовала | Није се квалификовала |        |